# Odoreu
Odoreu là một xã thuộc hạt Satu Mare, România. Dân số thời điểm năm 2002 là 4883 người.